# Mico rondoni
Khỉ đuôi sóc Rondon (Danh pháp khoa học: Mico rondoni) hay còn được gọi là giống khỉ nhỏ con Rondônia là một loài khỉ lùn nhỏ con của họ Callitrichidae được tìm thấy ở phía tây Amazon ở Brazil. Nó là loài đặc hữu của bang vùng Rondônia, và phạm vi của nó giáp với Rio Mamore, Rio Madeira, Rio Ji-Paraná, Serra dos Pacaás Novos và có thể Bolivia. Nó chỉ được mô tả vào năm 2010, và tên của nó đề cập đến nhà thám hiểm nổi tiếng Amazon Cândido Rondon. Trước khi mô tả của nó, nó đã được bao gồm trong giống khỉ nhỏ Emilia (Mico emiliae). 

## Đặc điểm
Giống khỉ nhỏ con Rondon là một thành viên của giống khỉ nhỏ con bạc (Mico argentatus) nhóm trong chi Mico. Giống như những cá thể khác trong nhóm của nó, bộ lông của nó thường là màu xám bạc. Nó có bộ lông đen trên đầu, trán và hai bên của khuôn mặt của nó, trái ngược với một miếng vá màu trắng ở giữa trán của nó, lông đuôi của nó là chủ yếu là màu đen.
Nó nặng trung bình khoảng 330 gram (12 oz). Chiều dài không bao gồm đuôi trung bình khoảng 22 cm (8,7 in) và trung bình đuôi khoảng 31 cm (12 in). Dịch tiết là một phần quan trọng của chế độ ăn uống giống khỉ nhỏ con của Rondon, và giống như loài khỉ đuôi sóc khác đường tiêu hóa của nó được đặc biệt thích nghi cho mục đích này. 